# Emanuel Balás von Gyergyószentmiklós
Baron Emanuel Balás von Gyergyószentmiklós, madžarski general, *26. junij 1839, †21. julij 1928.

## Življenjepis
Upokojen je bil 1. maja 1910.

## Pregled vojaške kariere
Napredovanja
- generalmajor: 1. november 1896
- podmaršal: 1. maj 1906 (retroaktivno s 26. aprilom 1906)